# Шпанија на Светском првенству у атлетици на отвореном 2019.
Шпанија је учествовала на 17. Светском првенству у атлетици на отвореном 2019. одржаном у Дохи од 27. септембра до 6. октобра седамнаести пут, односно учествовала је на свим првенствима до данас. Репрезентацију Шпаније представљало 55 учесника (26 мушкараца и 11 жена) који су се такмичили у 17 дисциплина (11 мушких и 6 женских).,
На овом првенству Шпанија је по броју освојених медаља делила 31. место са 1 освојеном медаљом (бронза). У табели успешности према броју и пласману такмичара који су учествовали у финалним такмичењима (првих 8 такмичара) Шпанија је са 8 учесника у финалу заузела 24. место са 19 бодова.
| Плас. | Земља   | 1. место | 2. место | 3. место | 4. место | 5. место | 6. место | 7. место | 8. место | Бр. финал. | Бод. |
| ----- | ------- | -------- | -------- | -------- | -------- | -------- | -------- | -------- | -------- | ---------- | ---- |
| 24.   | Шпанија | 0        | 0        | 1        | 0        | 0        | 2        | 2        | 3        | 8          | 19   |

## Учесници
| Мушкарци: - Адријан Бен — 800 м - Алваро де Ариба — 800 м - Маријано Гарсија — 800 м - Кевин Лопез — 1.500 м - Хесус Гомез — 1.500 м - Адел Мечал — 1.500 м - Данијел Матео — Маратон - Орландо Ортега — 110 м препоне - Серхио Фернандез — 400 м препоне - Фернандо Каро — 3.000 м препреке - Ибрахим Езајдоуни — 3.000 м препреке - Данијел Арсе — 3.000 м препреке - Оскар Усиљос — 4х400 м - Самуел Гарсија — 4х400 м - Хулио Аренас — 4х400 м - Дарвин Андрес Ечевери — 4х400 м - Алваро Мартин — 20 км ходање - Мигел Анхел Лопез — 20 км ходање - Дијего Гарсија — 20 км ходање - Хесус Анхел Гарсија — 50 км ходање - Марк Тур — 50 км ходање - Хосе Игнасио Дијаз — 50 км ходање - Еусебио Касерес — Скок удаљ - Ектор Сантос — Скок удаљ - Хавијер Сјенфуегос — Бацање кладива - Алберто Гонзалез — Бацање кладива | Жене: - Марта Перез — 1.500 м - Естер Гереро — 1.500 м - Марта Галимани — Маратон - Ирена Санчез-Ескрибано — 3.000 м препреке - Марија Перез — 20 км ходање - Ракел Гонзалес — 20 км ходање - Лаура Гарсија-Каро — 20 км ходање - Јулија Такач — 50 км ходање - Марија Хуарез — 50 км ходање - Ана Пелетеиро — Троскок - Патрисија Сарапио — Троскок |  |

## Освајачи медаља (1)

### Бронза (1)
- Орландо Ортега — 110 м препоне

## Резултати

### Мушкарци
| Атлетичар                                                      | Дисциплина       | Лични рекорд | Квалификације     | Квалификације     | Полуфинале            | Полуфинале           | Финале                | Финале       | Детаљи |
| Атлетичар                                                      | Дисциплина       | Лични рекорд | Резултат          | Место             | Резултат              | Место                | Резултат              | Место        | Детаљи |
| -------------------------------------------------------------- | ---------------- | ------------ | ----------------- | ----------------- | --------------------- | -------------------- | --------------------- | ------------ | ------ |
| Адријан Бен                                                    | 800 м            | 1:45,78      | 1:46,12 (.117) КВ | 2. у гр. 2        | 1:44,97 кв            | 4. у гр. 1           | 1:45,58               | 6 / 44 (46)  |        |
| Алваро де Ариба                                                | 800 м            | 1:44,99      | 1:45,67 (.666) кв | 4. у гр. 3        | 1:46,09               | 3. у гр. 3           | Није се квалификовао  | 16 / 44 (46) |        |
| Маријано Гарсија                                               | 800 м            | 1:45,67      | 1:49,08           | 6. у гр. 1        | Није се квалификовао  | Није се квалификовао | Није се квалификовао  | 38 / 44 (46) |        |
| Кевин Лопез                                                    | 1.500 м          | 3:34,83      | 3:37,62 КВ        | 6. у гр. 2        | 3:37,56               | 6. у гр. 2           | Нису се квалификовали | 19 / 43 (45) |        |
| Хесус Гомез                                                    | 1.500 м          | 3:36,40      | 3:36,72 кв        | 8. у гр. 3        | 3:40,29               | 13. у гр. 1          | Нису се квалификовали | 24 / 43 (45) |        |
| Адел Мечал                                                     | 1.500 м          | 3:33,91      | 3:37,95           | 8. у гр. 1        | Није се квалификовао  | Није се квалификовао | Није се квалификовао  | 25 / 43 (45) |        |
| Данијел Матео                                                  | Маратон          | 2:10:53      |                   |                   |                       |                      | 2:12:15               | 10 / 55 (73) |        |
| Орландо Ортега                                                 | 110 м препоне    | 12,94 НР     | 13,15 КВ          | 1. у гр. 5        | 13,16 КВ              | 1. у гр. 3           | 13,30                 |              |        |
| Серхио Фернандез                                               | 400 м препоне    | 48,87 НР     | 50,71             | 6. у гр. 4        | Није се квалификовао  | Није се квалификовао | Није се квалификовао  | 29 / 38 (39) |        |
| Фернандо Каро                                                  | 3.000 м препреке | 8:05,69 НР   | 8:13,56 кв        | 5. у гр. 1        |                       |                      | 8:12,31               | 11 / 44 (46) |        |
| Ибрахим Езајдоуни                                              | 3.000 м препреке | 8:14,49      | 8:23,99           | 5. у гр. 3        | Нису се квалификовали | 17 / 44 (46)         |                       |              |        |
| Данијел Арсе                                                   | 3.000 м препреке | 8:20,16      | 8:31.69           | 9. у гр. 2        | Нису се квалификовали | 28 / 44 (46)         |                       |              |        |
| Оскар Усиљос Самуел Гарсија Хулио Аренас Дарвин Андрес Ечевери | 4 х 400 м        | 3:00,65 НР   | 3:04,27 НРС       | 6. у гр. 1        | Нису се квалификовали | 13 / 15 (16)         |                       |              |        |
| Алваро Мартин                                                  | 20 км ходање     | 1:33:20      |                   |                   |                       |                      | 1:33:20               | 22 / 40 (53) |        |
| Мигел Анхел Лопез                                              | 20 км ходање     | 1:19:14      | 1:35:00           | 26 / 40 (53)      |                       |                      |                       |              |        |
| Дијего Гарсија                                                 | 20 км ходање     | 1:18:58      | 1:41:14           | 35 / 40 (53)      |                       |                      |                       |              |        |
| Хесус Анхел Гарсија                                            | 50 км ходање     | 3:39:54      | 4:11:28           | 8 / 28 (46)       |                       |                      |                       |              |        |
| Марк Тур                                                       | 50 км ходање     | 3:54:51      | 4:24:38           | 19 / 28 (46)      |                       |                      |                       |              |        |
| Хосе Игнасио Дијаз                                             | 50 км ходање     | 3:48:08      | Није завршио трку | Није завршио трку |                       |                      |                       |              |        |
| Еусебио Касерес                                                | Скок удаљ        | 8,37         | 8,01 кв           | 3. у гр. Б        |                       |                      | 8,01                  | 7 / 26 (27)  |        |
| Ектор Сантос                                                   | Скок удаљ        | 8,19         | 7,69              | 9. у гр. А        | Није се квалификовао  | 19 / 26 (27)         |                       |              |        |
| Хавијер Сјенфуегос                                             | Бацање кладива   | 79,38        | 76,90 КВ          | 3. у гр. А        | 76,57                 | 7 / 31               |                       |              |        |
| Алберто Гонзалез                                               | Бацање кладива   | 75,78        | 71,69             | 14. у гр. Б       | Није се квалификовао  | 28 / 31              |                       |              |        |

### Жене
| Атлетичарка            | Дисциплина       | Лични рекорд | Квалификације | Квалификације | Полуфинале            | Полуфинале   | Финале                | Финале       | Детаљи |
| Атлетичарка            | Дисциплина       | Лични рекорд | Резултат      | Место         | Резултат              | Место        | Резултат              | Место        | Детаљи |
| ---------------------- | ---------------- | ------------ | ------------- | ------------- | --------------------- | ------------ | --------------------- | ------------ | ------ |
| Марта Перез            | 1.500 м          | 4:04,88      | 4:07,48 КВ    | 11. у гр. 1   | 4:10,45               | 11. у гр. 2  | Нису се квалификовале | 11 / 35      |        |
| Естер Гереро           | 1.500 м          | 4:05,70      | 4:06,99 кв    | 9. у гр. 1    | 4:16,66               | 8. у гр. 1   | Нису се квалификовале | 19 / 35      |        |
| Марта Галимани         | Маратон          | 2:30:15      |               |               |                       |              | 2:47:45               | 16 / 40 (70) |        |
| Ирена Санчез-Ескрибано | 3.000 м препреке | 9:27,53      | 9:37,34       | 6. у гр. 3    |                       |              | Није се квалификовала | 22 / 40 (42) |        |
| Марија Перез           | 20 км ходање     | 1:26:36 НР   |               |               |                       |              | 1:35:43               | 8 / 39 (45)  |        |
| Ракел Гонзалес         | 20 км ходање     | 1:28:36      | 1:38:02       | 15 / 39 (45)  |                       |              |                       |              |        |
| Лаура Гарсија-Каро     | 20 км ходање     | 1:28:15      | 1:44:05       | 33 / 39 (45)  |                       |              |                       |              |        |
| Јулија Такач           | 50 км ходање     | 4:05:46      | 4:38:20       | 8 / 17 (24)   |                       |              |                       |              |        |
| Марија Хуарез          | 50 км ходање     | 4:24:35      | 4:39:28       | 10 / 17 (24)  |                       |              |                       |              |        |
| Ана Пелетеиро          | Троскок          | 14,73д       | 14,23 кв      | 3. у гр. Б    |                       |              | 14,47                 | 6 / 26 (28)  |        |
| Патрисија Сарапио      | Троскок          | 14,27        | 13,58         | 11. у гр. А   | Није се квалификовала | 25 / 26 (28) |                       |              |        |